# Union du lotus

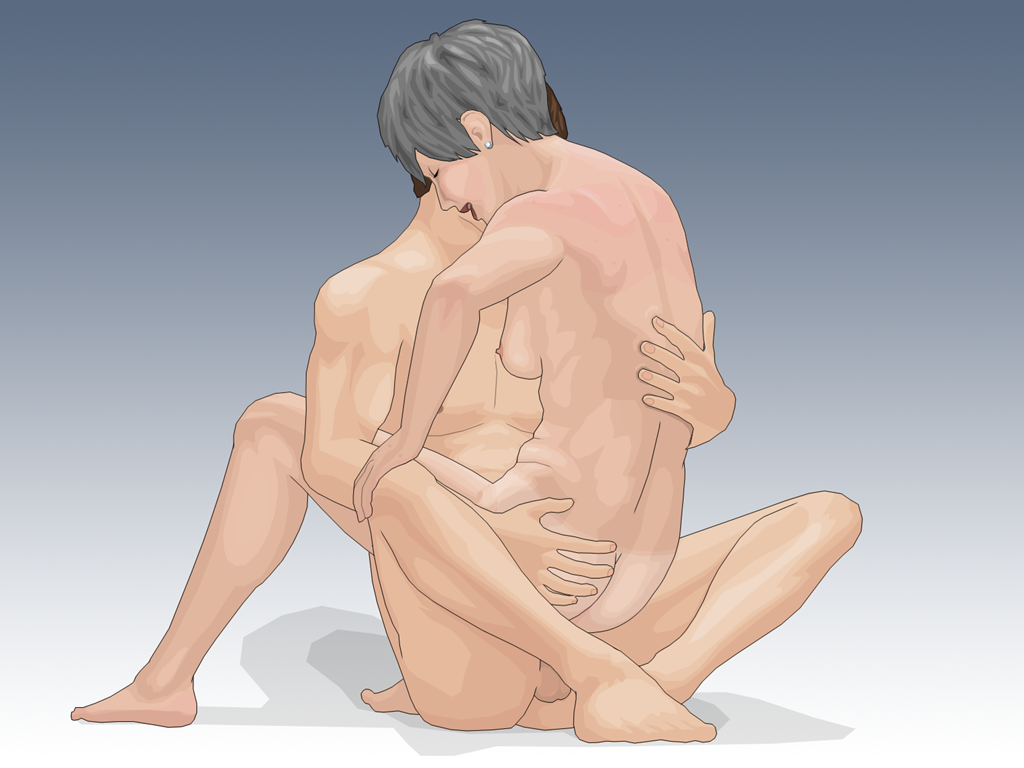
Union du lotus.

 (juillet 2008).
Si vous disposez d'ouvrages ou d'articles de référence ou si vous connaissez des sites web de qualité traitant du thème abordé ici, merci de compléter l'article en donnant les références utiles à sa vérifiabilité et en les liant à la section « Notes et références ».
L'union du lotus est une position sexuelle. L'homme est assis en position du lotus, en tailleur ou encore accroupi, la femme s'assied sur l'homme face à lui et place ses jambes autour de sa taille ou le long de ses cuisses. La femme est la plus à même d'effectuer le mouvement bien que l'homme puisse l'aider en la soulevant. Pour ce faire il peut placer ses mains sous les fesses de la femme.

## Yab Yum
Yab-Yum, « père-mère », est un couple de divinités du tantrisme représentant les principes masculin et féminin, ils sont généralement représentés en position d'Union du Lotus symbolisant l'imbrication des deux principes.
C'est un symbole spirituel profond, signifiant l'union de l’amour et de la sagesse, pouvant avoir une connotation sexuelle ou érotique.